# O'Neill Building
El O'Neill Building es una antigua tienda por departamentos ubicada en 655-671 Sixth Avenue entre las calles 20 y 21 en el vecindario Flatiron District de Manhattan, Nueva York (Estados Unidos). Fue originalmente la tienda de artículos secos de Hugh O'Neill y fue diseñado por Mortimer C. Merritt en el estilo neogriego. Fue construido en cuatro pisos en dos etapas entre 1887 y 1890, para permitir que la tienda O'Neill existente continúe operando durante la construcción, con la adición de un quinto piso en 1895, creado levantando el frontón. Las cúpulas de las esquinas doradas de este edificio con fachada de hierro fundido se restauraron alrededor del año 2000.
A la muerte de Hugh O'Neill en 1902, sus herederos no pudieron continuar con el negocio, que se vendió y se fusionó en 1907 con Adams Dry Goods Store inmediatamente al norte en 675 Sixth Avenue. El negocio combinado no tuvo éxito y, como todos los grandes almacenes en Ladies 'Mile, desapareció con el advenimiento de la Primera Guerra Mundial. El edificio se convirtió en lofts de fabricación y luego en oficinas alrededor de 1969. A partir de 2014, el edificio es propiedad de ElAd Properties y se convirtió en condominios en 2005.
El día de Navidad de 2012 el edificio sufrió un derrumbe parcial de su fachada y fue evacuado.
Es parte del distrito histórico Ladies 'Mile, que fue creado por la Comisión de Preservación de Monumentos de la Ciudad de Nueva York en 1989. En su informe de designación, esta escribió: "Debido a su arquitectura e historia, el O'Neill Building es uno de los edificios de tiendas departamentales que le dan al distrito histórico de Ladies Mile su carácter especial".